# Herbert Distel
Herbert Distel (* 7. August 1942 in Bern, Schweiz; lebt seit 2019 in Wien) ist ein Schweizer Maler, Objektkünstler, Filmemacher, Video- und Tonkünstler.

## Leben
Herbert Distel verbrachte seine Kindheit in Bern und erhielt seine schulische und später seine künstlerische Ausbildung an der Kunstgewerbeschule Bern mit einem zweijährigen Besuch der Grafikfachklasse bei Fridolin Müller. Georges Dulk ermutigte ihn eine künstlerische Laufbahn einzuschlagen.
Herbert Distel reiste nach Paris und studierte von 1963 bis 1964 Lithografie an der École nationale supérieure des beaux-arts de Paris. Nach seiner Rückkehr in die Schweiz richtete er in Bern sein Atelier ein. Er gehörte in den 1960er und 1970er Jahren zu den führenden Vertretern der Berner Kunstszene. Er war Teil der freien Künstlergruppierung Bern 66 und nahm an zahlreichen Ausstellungen in der Berner Kunsthalle und im Ausland teil.

## Werk
In den mittleren 1960er Jahren schuf Distel Wellblech- und Karton-Reliefs und setzte sich mit Licht und Schatten auseinander. Er schuf auch grossformatige Polyesterplastiken wie beispielsweise seine Rieseneier.
Im Jahr 1970 schuf Distel das Schubladenmuseum, an dem er bis 1977 arbeitete. Es ist das kleinste Museum für moderne Kunst im 20. Jahrhundert, mit Werken von über 500 Künstlern. Mit dem Schubladenmuseum war er im Jahr 1972 als ’work in progress‘ (damals waren nur 178 Künstler in den 20 Schubladen vertreten) Teilnehmer der Documenta 5 in Kassel in der Abteilung Museen von Künstlern. Das Objekt befindet sich in der permanenten Ausstellung des Kunsthauses in Zürich, bis 2020 war der Künstler Hans Ulrich Siegenthaler direkt von Distel ernannter Direktor des Schubladenmuseums. Das Museum zeigt einen relevanten Überblick von originalen Werken primär der Nachkriegszeit, dies jeweils in einem der "Räume" von 43 × 57 × 48 mm. Für Marcel Duchamp wurde ein Raum frei gelassen, und als "Leerer Raum"" bezeichnet, abschliessend steht das Objekt auf einem Sockel von Edward Kienholz, welches das 501 Kunstwerk des gesamten Objektes darstellt.
In den Jahren von 1985 bis 1987 arbeitete er mit Filmtechniken und suchte die Zusammenarbeit mit den polnischen Regisseuren Krzysztof Kieślowski und Edward Żebrowski. Distel hatte internationalen Erfolg und bekam im Jahr 1993 für das 18-minütige Video die angst die macht die bilder des zauberlehrlings einen internationalen Video-Kunstpreis.